# كهوار
الكهوار (کھوار) أو الشِترالية (چترالی) لغة هندية آرية من فرع اللغات الداردية. يتكلمها 19,200 هندي، إضافة إلى 222,800 باكستاني من سكان جبال شمال البلد، وجل أولئك يتحدث بها لغة أولى، ذلك أن بعض الدراسات أشارت إلى حصول ميل إلى التزاوج بين الأفراد الذين يفهمون تلك اللغة.
اسما هذه اللغة منسوبان إلى شعب الكهويين سكان منطقة جترال المتاخمة لأفغانستان.

## اسم
الشترالية نسبة إلى شترال (چترال) بمعنى الحقل، أما كلمة كهو (کھو) فقد تكون وصفا لأهل الكهوف باللغة الهندية. تعني كلمة كهوار "لغة شعب كهو"، وسميت اللغة أيضا الأرنية (آرنیہ) بالاسم الشيناوي لقوم كهوار، وكذلك القشقارية (قشقاری) عند البشتون.

## كتابة
اتفق على اتخاذ الأبجدية الأردوية العربية لرسم أصوات الكهوارية، مع إحداث أربعة حروف جديدة لما ليس له تمثيل بالحرف العربي المعهود من أصوات الكهوار.
| حرف | اسم | وصف                         | نطق  | رمز    |
| --- | --- | --------------------------- | ---- | ------ |
| ݮ   | جيم | حاء تحتها طاء صغيرة         | ‎/ɖ͡ʐ/‏ | U+076E |
| ݯ   | چے  | حاء تحتها طاء صغيرة ونقطتان | ‎/ʈ͡ʂ/‏ | U+076F |
| ݰ   | شے  | سين فوقها طاء صغيرة ونقطتان | ‎/s̠/‏  | U+0770 |
| ݯ   | زے  | راء فوقها طاء صغيرة ونقطتان | ‎/z̠/‏  | U+0771 |

## حواش
1. ↑  نسبة إلى توركهو (تورکھو)
2. ↑  كهوار – ولفرام ألفا نسخة محفوظة 07 مارس 2016 على موقع واي باك مشين.
3. ↑  Decker, Kendall D. (1992) p. 10
4. ↑  The unique Khow culture of Chitral
5. ↑  Decker, Kendall D. (1992) p. 28
6. ↑  David Munnings
7. ↑  E. Bashir, et alios